# Carola Standertskjöld
 (septembre 2020).
Si vous disposez d'ouvrages ou d'articles de référence ou si vous connaissez des sites web de qualité traitant du thème abordé ici, merci de compléter l'article en donnant les références utiles à sa vérifiabilité et en les liant à la section « Notes et références ».
Carola Christina Standertskjöld-Liemola (23 mars 1941 - 12 novembre 1997), connue sous le nom de Carola, est une chanteuse de jazz et de pop finlandaise. Son style est en partie inspiré des chanteurs américains des années 1950 dans l'esprit de la scène jazz modale qui régnait en Europe dans les années 1960. Le répertoire de jazz de Carola consiste principalement en des versions idiosyncratiques de chansons américaines en anglais, tandis que son morceau de jazz le plus célèbre The Flame est une composition originale d'Esa Pethman et les paroles de la chanteuse elle-même. En tant que chanteuse du quatuor d'Esa Pethman et du sextet de Hazy Osterwald au début des années 1960, Carola se fait connaître en Finlande et en Suède et fait des tournées en Pologne, en Tchécoslovaquie et en Suisse. Son enregistrement le plus significatif est une session avec le Heikki Sarmanto Trio de 1966. Les enregistrements de Carola sont reconnus pour le ton abordable sa voix de contralto et son phrasé. La chanteuse a également cocréé l'approche groovy de ses orchestres. À la fin des années 1960 et au début des années 1970, elle se produit dans neuf langues et une grande variété de styles, dont la chanson française, le schlager, la musique latine, le rock'n'roll et la soul. Après sa mort de la maladie d'Alzheimer en 1997, la musique de Carola est relancée en 2004 avec deux albums Best of et Carola & Heikki Sarmanto Trio atteignant les charts finlandais.

## Biographie
Carola Christina Standertskjöld est née le 23 mars 1941 d'Elin Christina Fazer et de Johan Standertskjöld, dans une famille noble suédoise à Helsinki. Ils ont quitté les dures conditions d'après-guerre finlandaises et se sont installés en Suisse. Dès son plus jeune âge, Carola s'intéresse à l'apprentissage des langues étrangères. Plus tard, sa famille déménage en Espagne, où a eu lieu sa première représentation publique de jazz ; elle interprète des chansons françaises lors de fêtes scolaires et de petites occasions, s'accompagnant à la guitare acoustique,.

### Carrière de jazz (1962-1966)
Lorsque Carola revient en Finlande, elle est repérée par Esa et Anssi Pethman, des frères qui dirigent un quartier de jazz populaire en Finlande et en Suède en 1962. En tant que chanteuse principale du quatuor d'Esa Pethman, Carola devient célèbre en Suède, Pologne et Tchécoslovaquie en 1963 et sort son premier morceau en Finlande, la chanson folklorique juive Hava Nagila, publiée par le RCA comme face B de la version de Laila Halme de Telstar.
Après avoir quitté le quatuor d'Esa Pethman, Carola devient la chanteuse du suisse Hazy Osterwald Sextet. En 1964, elle fait une tournée sur la scène d'Europe centrale et se produit à la télévision. De retour en Finlande en 1965, Carola sort un single en allemand, Warum Willst Du Das Alles Vergessen et se produit également avec un groupe, The Boys, qui enregistre principalement des reprises de chansons en anglais, y compris The Last Time des Rolling Stones et The End of the World de Skeeter Davis. Carola est à la fois chanteuse et actrice dans le film musical télévisé The Cold Old Days, le film gagnant la Rose d'Or du Festival du Film de Montreux. Ses performances dans le film comprennent une reprise de la chanson de Mános Hadjidákis All Alone Am I, pour laquelle elle a composé les paroles en français.
En 1966, Carola revient à la musique jazz. En tant que chanteuse du Heikki Sarmanto Trio, elle donne plusieurs concerts en Finlande et enregistre une session dans les studios de Yle le 5 juin 1966. Yle a considéré que ce n'est pas très vendeur, a diffusé les morceaux une seule fois à la radio finlandaise et les a remisés.

### Carrière pop (1967-1975)
La popularité de Carola en Finlande culmine avec ses interprétations des chansons Hunajainen, Kielletyt leikit, Agua de Beber, Rakkauden jälkeen, Jerusalem, Mä lähden stadiin et la chanson traditionnelle finlandaise Herrojen kanssa pellon laidassa. Elle a également repris 3 chansons gagnantes du Concours Eurovision de la chanson ( La, la, la (1968), Un banc, un arbre, une rue (1971), Après toi (1972)). En 1969, Carola essaye le rhythm & blues, en enregistrant une vidéo télévisée de Chain of Fools d' Aretha Franklin. La chorégraphie tongue-in-cheek de Heikki Värtsi inclus une danse de groupe féminine et Carola fouettant un homme dans une grotte,. Ses reprises de r&b se poursuivent avec les vidéos télévisées de Seize the Time et The End of Silence d'Elaine Brown (en finnois sous le nom de Sanaton hiljaisuus). 

### Retraite (1975–1997)
Au milieu des années 1970, fatiguée de vivre constamment aux yeux du public, Carola se retire de l'industrie de la musique  et se concentre sur le travail dans l'épicerie de son mari Georg Liemola. Tout au long des années 1970, elle fait des apparitions dans des clubs de jazz d'Helsinki, y compris des performances avec l'UMO Jazz Orchestra (fi). Carola fait un retour en 1980 en publiant l'album de musique latine Maria, Maria, recevant un certificat d'or en Finlande. Après cela, elle refuse de se présenter au public. En 1985, Carola a reçu un diagnostic de maladie d'Alzheimer. En 1987, elle donne un concert exclusif avec le UMO Jazz Orchestra et deux ans plus tard avec le pianiste Iiro Rantala. Au début des années 1990, elle se produit seule lors de quelques concerts de charité. Après sa longue bataille contre la maladie, Carola est décédée le 12 novembre 1997 à Kirkkonummi.

## Talent artistique
Sur scène, Carola se consacre totalement au chant et à vivre dans la musique, généralement inconsciente de son public. Le public finlandais réagit souvent négativement, l'accusant d'être ivre. Carola aime être sur scène, mais après ses spectacles, elle se sent généralement déprimée et insatisfaite de sa voix et de sa performance.

### Chanteuse de jazz
Carola a une voix grave et un style sans fioritures, concentré sur le phrasé. Sa technique de narration est accompagnée du groove de ses orchestres, coproduits par elle. Son style est partiellement inspiré par les chanteurs de jazz américains des années 1950, dans l'esprit de la scène jazz modale qui régnait en Europe dans les années 1960. Le répertoire de jazz de Carola consiste principalement en des versions idiosyncratiques de chansons américaines en anglais. Les exemples incluent Just Give Me Time de Francy Boland et Jimmy Woode, So Long, Big Time de Dory Langdon et Harold Arlen et Lonely Woman de Margo Guryan et Ornette Coleman tandis que son morceau de jazz le plus célèbre The Flame est une composition originale d'Esa Pethman et les paroles de la chanteuse elle-même.

### Chanteuse pop
Utilisant son expérience internationale, Carola se produit dans neuf langues, dont le finnois, le suédois, l'allemand, le français, l'italien, l'anglais et l'espagnol et une grande variété de styles, dont la chanson française, le schlager, la musique latine, le rock'n'roll et la soul.

## Vie privée
Carola se sent épuisée par l'attention de la presse finlandaise sur sa vie privée. Ses activités préférées sont principalement sportives, y compris la marche, la voile et la conduite. Elle marche généralement environ 5 000 km par mois. Carola a admis avoir consommé « beaucoup » de boissons alcoolisées dans sa jeunesse, arrêtant plus tard dans sa vie. Elle fume 2 à 3 paquets de cigarettes par jour. Elle se considère comme une personne « terriblement paresseuse » pour n'avoir appris à jouer d'aucun instrument. Elle parlait cinq langues : suédois, finnois, français, italien et anglais. 

## Héritage
En 1998, la chanson Armonaikaa de Carola a été utilisée comme thème du générique de clôture du film lauréat du Prix Europa Special Hardly a Butterfly. En 2004, sort le double CD Parhaat (Le Meilleur), qui se classe 15e du palmarès des albums finlandais les plus vendus de l'année en Finlande avec 27 100 exemplaires vendus. Cela provoque un regain d'intérêt pour la musique de Carola en Finlande. Sa session d'enregistrement de 1966 avec le Heikki Sarmanto Trio sort la même année. Carola & Heikki Sarmanto Trio présente 10 chansons des sessions du studio YLE et 4 performances live du YLE Jazz Concert à la salle de concert Kulttuuritalo à Helsinki le 28 avril 1966. L'album reste dans les charts finlandais pendant dix semaines. Le Centre d'information sur la musique finlandaise considère le Heikki Sarmanto Trio parmi les influences fondamentales du jazz finlandais. L'album est sorti en Allemagne avec une critique élogieuse du site Web de Nordische Musik. 
Une pièce biographique Kielletyt leikit (Jeux interdits), nommée d'après le titre de la version du chanteur de l'air espagnol Romance et basée sur la vie de Carola, a été diffusée pendant un mois au théâtre Frenckell de Tampere en 2009. 

## Artistes similaires
Selon la liste du magasin de musique Dusty Groove : 
- Karin Krog
- Monica Zetterlund

## Discographie
- 1970 : Leikit de Kielletyt
- 1975 : Carola
- 1980 : Maria, Maria
- 1980 : Parhaat palat
- 1985 : Sydämeen jäi soimaan blues
- 1993 : Leikit de Kielletyt
- 1997 : 20 suosikkia - Rakkauden jälkeen
- 1997 : 20 suosikkia - Kielletyt leikit
- 2000 : 20 suosikkia - Ota tai jätä
- 2001 : Musiikin tähtihetkiä
- 2004 : Carola et Heikki Sarmanto Trio
- 2004 : Parhaat: tulkitsijan taival
- 2005 : Parhaat: tulkitsijan taival 2
- Rakkauden jälkeen - Kaikki levytykset ja arkistojen aarteita 1963-1988